# 大岱林场
大岱林场，是中华人民共和国黑龙江省双鸭山市饶河县下辖的一个类似乡级单位。

## 行政区划
下辖以下地区：
大岱林场虚拟生活区。